# Cikampek Pusaka
Cikampek Pusaka is een bestuurslaag in het regentschap Karawang van de provincie West-Java, Indonesië. Cikampek Pusaka telt 4451 inwoners (volkstelling 2010).